# Вольф, Рудольф
Иога́нн Рудо́льф Вольф (нем. Johann Rudolf Wolf, 7 июля 1816 — 6 декабря 1893) — швейцарский астроном и математик, известный своими исследованиями солнечных пятен.
Член-корреспондент Французской академии наук (1885).

## Биография
Вольф родился в Фелландене, недалеко от Цюриха. Он учился в университетах Цюриха, Вены и Берлина. Одним из его учителей был Иоганн Франц Энке. В 1844 году Вольф стал профессором астрономии в Бернском университете, в 1847 — директором Бернской Обсерватории. В 1855 он занял должности профессора астрономии в Университете и Высшей технической школе Цюриха
Вольф чрезвычайно заинтересовался открытой Генрихом Швабе периодичностью количества солнечных пятен. Он не только проводил собственные наблюдения, но и собрал все доступные данные о солнечной активности с 1610 года и вычислил их периодичность, равную 11,1 годам. В 1848 году он предложил метод расчёта числового показателя солнечной активности. Число Вольфа используется до сих пор. В 1852 году Вольф был одним из четырёх учёных, открывших связь между солнечным циклом и геомагнитной активностью.